# Grodziec (Świerczów)

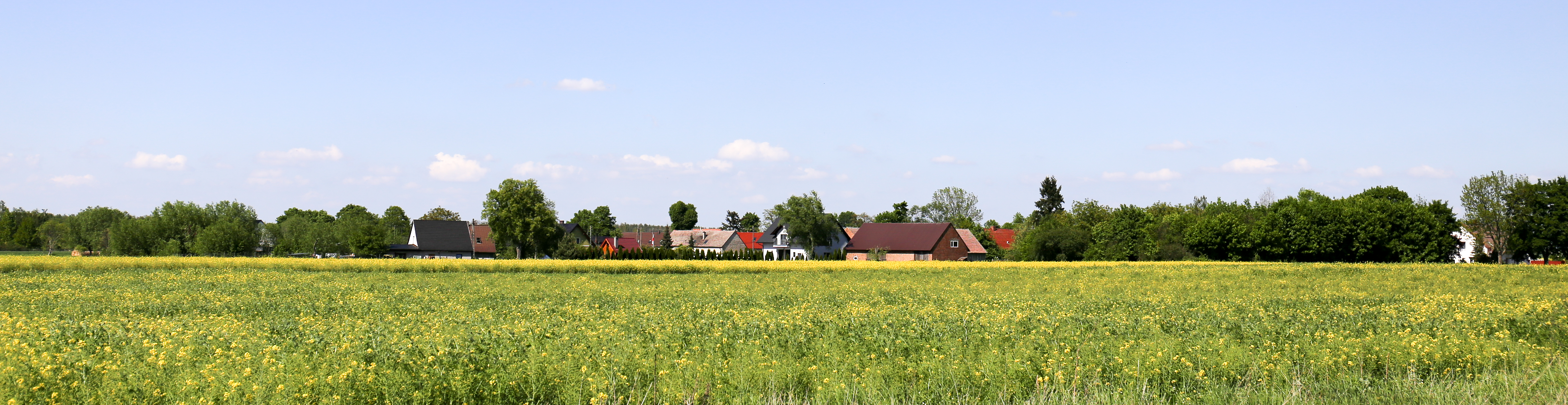
Ortsansicht

Grodziec (deutsch Groditz) ist eine Ortschaft in Niederschlesien. Der Ort liegt in der Gmina Świerczów im Powiat Namysłowski in der Woiwodschaft Opole in Polen.

## Geographie

### Geographische Lage
Das Straßendorf Grodziec liegt sechs Kilometer südwestlich des Gemeindesitzes Świerczów (Schwirz), 22 Kilometer südlich der Kreisstadt Namysłów (Namslau) sowie 47 Kilometer nordwestlich der Woiwodschaftshauptstadt Opole (Oppeln). Der Ort liegt in der Nizina Śląska (Schlesische Tiefebene) innerhalb der Równina Oleśnicka (Oelser Ebene). 

### Ortsteile
Ortsteil von Grodziec ist der Weiler Lipa (Vorwerk Lippe).

### Nachbarorte
Nachbarorte von Grodziec sind im Westen Borek (Vorwerk Marienhof), im Osten Gola (Gülchen) und im Südosten Bąkowice (Bankwitz).

## Geschichte
Der Ort wurde 1371 erstmals als Grodys erwähnt.
Nach dem Ersten Schlesischen Krieg 1742 fiel Groditz mit dem größten Teil Schlesiens an Preußen.
Nach der Neuorganisation der Provinz Schlesien gehörte die Landgemeinde Groditz ab 1816 zum Landkreis Namslau im Regierungsbezirk Breslau. 1845 bestanden im Dorf 21 Häuser. Im gleichen Jahr lebten in Groditz 166 Menschen, davon 9 katholisch. 1874 wurde der Amtsbezirk Bankwitz gegründet, welcher die Landgemeinden Bankwitz, Groditz und Gühlchen und die Gutsbezirke Bankwitz und Gülchen umfasste.
1925 zählte Groditz 183 Einwohner. Am 1. April 1937 wurde Groditz nach Gülchen eingemeindet. Bis 1945 gehörte der Ort zum Landkreis Namslau.
1945 kam der Ort, als Folge des Zweiten Weltkriegs an Polen, wurde in Grodziec umbenannt und der Woiwodschaft Schlesien angeschlossen. 1950 wurde Grodziec der Woiwodschaft Opole zugeteilt. 1999 wurde es Teil des wiedergegründeten Powiat Namysłowski.